# Natalya Lagoda
Natalya Lagoda (4 de março de 1974 - 29 de maio de 2015) foi uma cantora, artista e modelo russo-ucraniana.

## Vida pessoal
Nascida na cidade de Cherkasy, Ucrânia, Lagoda formou-se numa escola técnica como costureira. Ela casou-se com Eduard Fisak e deu à luz o filho Dmitry. Lagoda mais tarde divorciou-se de Fisak e mudou-se para Moscovo, onde trabalhou no clube de strip "Dols".

## Carreira
Em Moscovo, Lagoda conheceu o empresário Alexander Karmanov, que ajudou Lagoda na sua carreira por um breve período. Lagoda ficou conhecida na música pop russa como a intérprete das canções "Malenkiy Budda" (1998), "Marsianskaya lyubov" e "Nasha lyubov". Em 1998, Lagoda foi capa da Playboy russa.
Lagoda e Karmanov divorciaram-se mais tarde, período após o qual ela tentou cometer suicídio ao saltar da janela do quinto andar do seu apartamento em Moscovo. Embora gravemente ferida, ela sobreviveu e mais tarde casou-se com um colega de escola, Vitaly Simonenko, que vendeu o seu grande apartamento e levou o dinheiro consigo. Depois disso, Lagoda voltou para a Ucrânia, para Luhansk. Em 29 de maio de 2015, Lagoda morreu em Luhansk de pneumonia bilateral aos 41 anos.